# Si (음반)
《[síː]》는 도모토 쯔요시의 2번째 정규 음반이다.

## 개요
타이틀 [síː]에는, 〈생각하다〉의 〈See〉, 〈바다〉나 〈해류〉·〈파도〉를 의미하는 〈Sea〉, 그녀·남성의 시점에서 본 연인을 의미하는 〈She〉의 의미가 있다. 이 3개의 키워드는 본작의 컨셉트이기도 하다.

## 수록곡
1. pencil
작곡: 도모토 쯔요시
2. 恋のカマイタチ / 사랑의 상처
작사·작곡: 도모토 쯔요시
3. 誰かさん / 누군가 씨
작사: 사토 아츠히로 & 도모토 쯔요시 / 작곡: 도모토 쯔요시
4. リュウグウノツカイ / 산갈치
작사·작곡: 도모토 쯔요시
5. 海を渡って / 바다를 건너서
작사·작곡: 도모토 쯔요시
6. ココロノブラインド / 마음의 블라인드
작사·작곡: 도모토 쯔요시
7. ナイト ドライブ / 나이트 드라이브
작사·작곡: 도모토 쯔요시
8. very sleepy!!
작곡: 도모토 쯔요시
9. くるくる / 뱅글뱅글
작사·작곡: 도모토 쯔요시
10. ORIGINAL COLOR -version [sí:]-
작사·작곡: 도모토 쯔요시
11. Saturday
작사·작곡: 도모토 쯔요시
12. See You In My Dream
작사·작곡: 도모토 쯔요시
13. PINK
작사·작곡: 도모토 쯔요시
14. DEVIL ※통상반만
작사·작곡: 도모토 쯔요시
연주 시간 7분 23초에 달하는 대작.
15. ビーフシチュー / 비프 스튜
작사·작곡: 도모토 쯔요시
16. 50 past 12 (AM)
작곡: 도모토 쯔요시